# Piñor
Piñor là một đô thị trong tỉnh Ourense, thuộc vùng Galicia ở tây bắc Tây Ban Nha. Dân số 1552 năm 2001 và diện tích 53 km².